# Владиславув (Плоцький повіт)
Владиславув (пол. Władysławów) — село в Польщі, у гміні Лонцьк Плоцького повіту Мазовецького воєводства.
Населення — 203 особи (2011).
У 1975-1998 роках село належало до Плоцького воєводства.

## Демографія
Демографічна структура станом на 31 березня 2011 року:
|          | Загалом | Допрацездатний вік | Працездатний вік | Постпрацездатний вік |
| -------- | ------- | ------------------ | ---------------- | -------------------- |
| Чоловіки | 99      | 20                 | 72               | 7                    |
| Жінки    | 104     | 16                 | 70               | 18                   |
| Разом    | 203     | 36                 | 142              | 25                   |